# Happy Place
Happy Place è un brano musicale di Masami Okui scritto dalla stessa Okui, e pubblicato come singolo il 22 agosto 2002 dalla Starchild. Il singolo è arrivato alla ottantaseiesima posizione nella classifica settimanale Oricon. A differenza della maggior parte dei lavori precedenti della cantante, Happy Place non è legato ad alcune anime.

## Tracce
CD singolo KICM-1056
1. HAPPY PLACE
2. Iiwake (いいわけ)
3. DEVOTION from Live Devotion

Durata totale: 16:35

## Classifiche
| Classifica (2001)                        | Posizione più alta |
| ---------------------------------------- | ------------------ |
| Giappone (Classifica settimanale Oricon) | 86                 |